# Здунк, Барбара
Барба́ра Здунк (пол. Barbara Zdunk; 1769 — 21 августа 1811) — женщина, которая иногда считается последним человеком, казнённым за колдовство и магию в Европе.
Барбара Здунк, полька по национальности, проживала в Решеле, в настоящее время входящем в состав Польши, а с 1772 по 1945 год принадлежавшем Пруссии и Германии. Поскольку колдовство не было уголовным преступлением в Пруссии в то время, она была формально осуждена, скорее всего, ошибочно, за поджог.
В 1806 году пожар уничтожил многие дома Решеля. Барбара Здунк, которая работала горничной, была в этом обвинена, поскольку люди знали о её любви к магии. Она была арестована в октябре 1808 года и помещена в тюрьму в замке Решеля. Следствие длилось три года. Несмотря на отсутствие доказательств поджога, Здунк была казнена 21 августа 1811 года на холме за Решелем: её задушили, а тело затем сожгли. Возможно, это была месть полякам со стороны прусских властей или уступка возмущённой общественности. Возможно, сыграло свою роль то, что она в почти 40-летнем возрасте имела 22-летнего любовника.
Сегодня считается, что фактическими поджигателями была группа польских солдат.
Как и Анна Гёльди, казнённая в 1782 году, Здунк часто считается последним человеком, казнённым за колдовство в Европе, однако сомнительно, что казнь Барбары Здунк может быть расценена как суд над ведьмой в юридическом смысле.
21 августа 2011 года в Решельском замке состоялось театрализованное представление казни Барбары Здунк, приуроченное к 200-летию этого события.